# Lučický rybník
Lučický rybník o výměře vodní plochy 0,5 ha se nalézá na severním okraji obce Lučice, místní části města Chlumec nad Cidlinou v okrese Hradec Králové. Rybník tvoří spolu s přilehlým areálem kostela svatého Benedikta malebnou lokalitu obce. Rybník je využíván pro chov ryb.

## Galerie

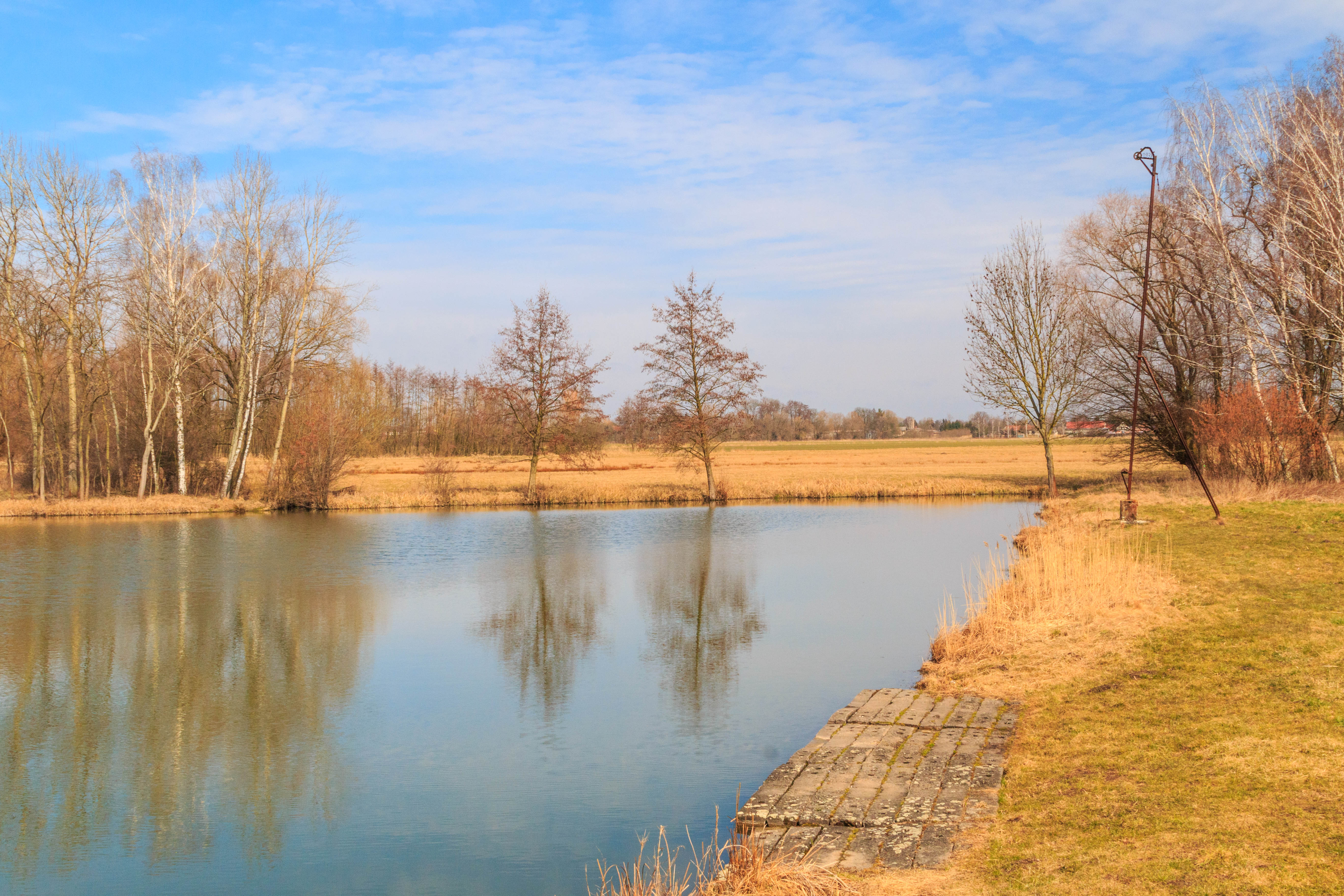
Lučický rybník
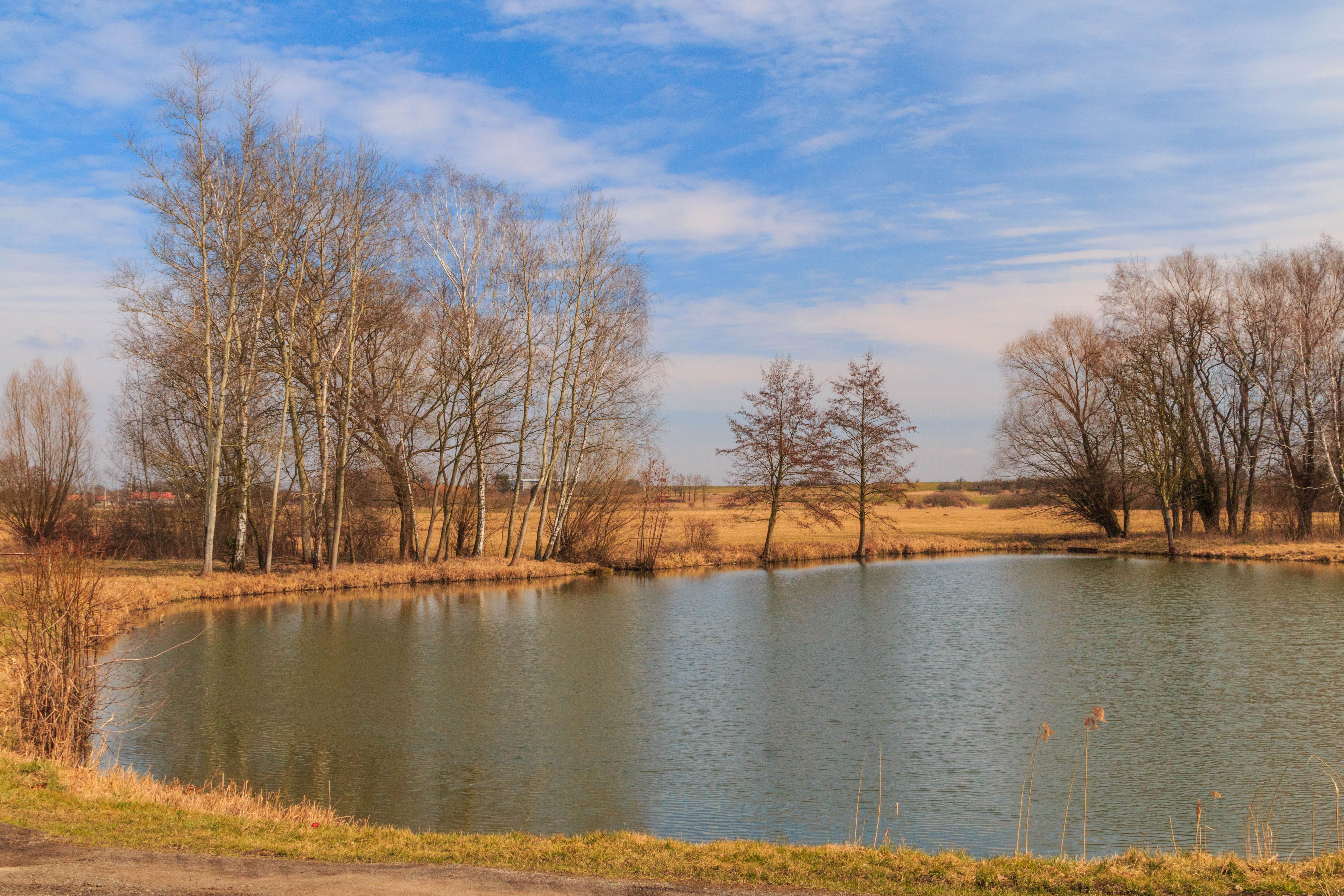
Lučický rybník
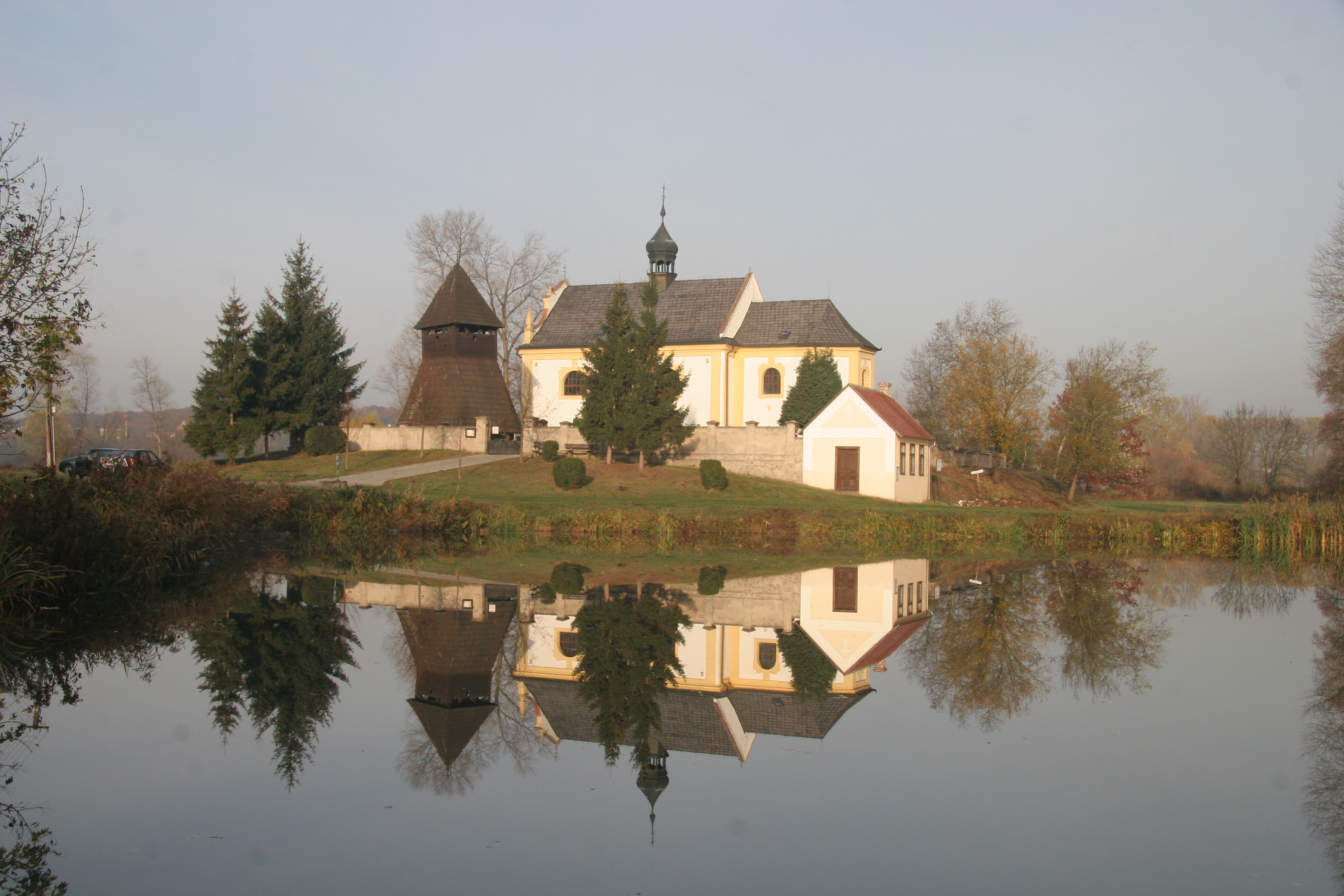
Lučický rybník a kostel sv. Benedikta